# Dansk krona
Dansk krona (kr. – dansk krone) är den valuta som används i Danmark. Valutakoden är DKK. 1 krona = 100 öre (øre). De första mynten och sedlarna med enheten krona gavs ut 1875 efter att Danmark anslutit sig till den skandinaviska myntunionen år 1873. Kronan ersatte den tidigare danska riksdalern, och en riksdaler motsvarade 2 kronor. Därför kom den danska tvåkronan, som fanns till 1959 och därefter från 1993, att kallas daler även efter reformen. Den danska kronan används även på Grönland och Färöarna, och Färöarna ger även ut egna sedlar. Grönland och Färöarna har egna IBAN-koder, och överföringar räknas som internationella med därtill hörande avgifter som inte heller begränsas av EU-regler.
Den danska kronan har en fast växelkurs sedan den 1 januari 1999 till euro genom ERM II. Växlingskursen är fast i ett smalt intervall på 2,25 procent omkring växlingskursen 7,46 danska kronor per euro. Detta innebär att 1 euro alltid kostar mellan 7,29 och 7,63 DKK.
Valutan ges ut av Danmarks Nationalbank som grundades 1818 och har huvudkontoret i Köpenhamn.

## Historia
Krone hade tidigare varit benämning först på 8-markersmynten om 32,5 gram silver sedan om 4-marksmynten om 16,25-14,4455 gram silver, präglade 1618-1777.
Mellan 1875 och 1930 var dansk kronan bunden 1:1 till de norska och svenska kronorna.

## Valörer
- Mynt: 1, 2, 5, 10 och 20 kroner[6]
- Underenhet: 50 øre (öre)
- Sedlar: 50, 100, 200 och 500 kroner[7]. (1000-kronorssedeln slutade att gälla 31 maj 2025)[8]